# Sumner (condado de Barron, Wisconsin)
Sumner es un pueblo ubicado en el condado de Barron en el estado estadounidense de Wisconsin. En el Censo de 2010 tenía una población de 798 habitantes y una densidad poblacional de 8,64 personas por km².

## Geografía
Sumner se encuentra ubicado en las coordenadas 45°25′17″N 91°36′3″O / 45.42139, -91.60083. Según la Oficina del Censo de los Estados Unidos, Sumner tiene una superficie total de 92.4 km², de la cual 92.37 km² corresponden a tierra firme y (0.03%) 0.03 km² es agua.

## Demografía
Según el censo de 2010, había 798 personas residiendo en Sumner. La densidad de población era de 8,64 hab./km². De los 798 habitantes, Sumner estaba compuesto por el 96.87% blancos, el 0.25% eran afroamericanos, el 0.25% eran amerindios, el 0.63% eran asiáticos, el 0% eran isleños del Pacífico, el 0.25% eran de otras razas y el 1.75% pertenecían a dos o más razas. Del total de la población el 1.5% eran hispanos o latinos de cualquier raza.